# Leonid Pasetjnik
Leonid Ivanovitj Pasetjnik, (ryska: Леонид Иванович Пасечник, ukrainska: Леонід Іванович Пасічник: Leonid Ivanovytj Pasitjnyk) pseudonym Magadan, född den 15 mars 1970 i Ukrainska SSR, Sovjetunionen, var tillförordnad president för Folkrepubliken Lugansk från den 24 november 2017 tills han blev vald den 11 november 2018. Han var även Folkrepubliken Lugansks säkerhetspolischef, utnämnd den 9 oktober 2014, under den tidigare president Igor Plotnitskij.